# Uroplatus
Uroplates, Geckos à queue plate
Genre
Uroplatus est un genre de geckos de la famille des Gekkonidae. En français ces espèces sont nommées Uroplates ou Geckos à queue plate.

## Description

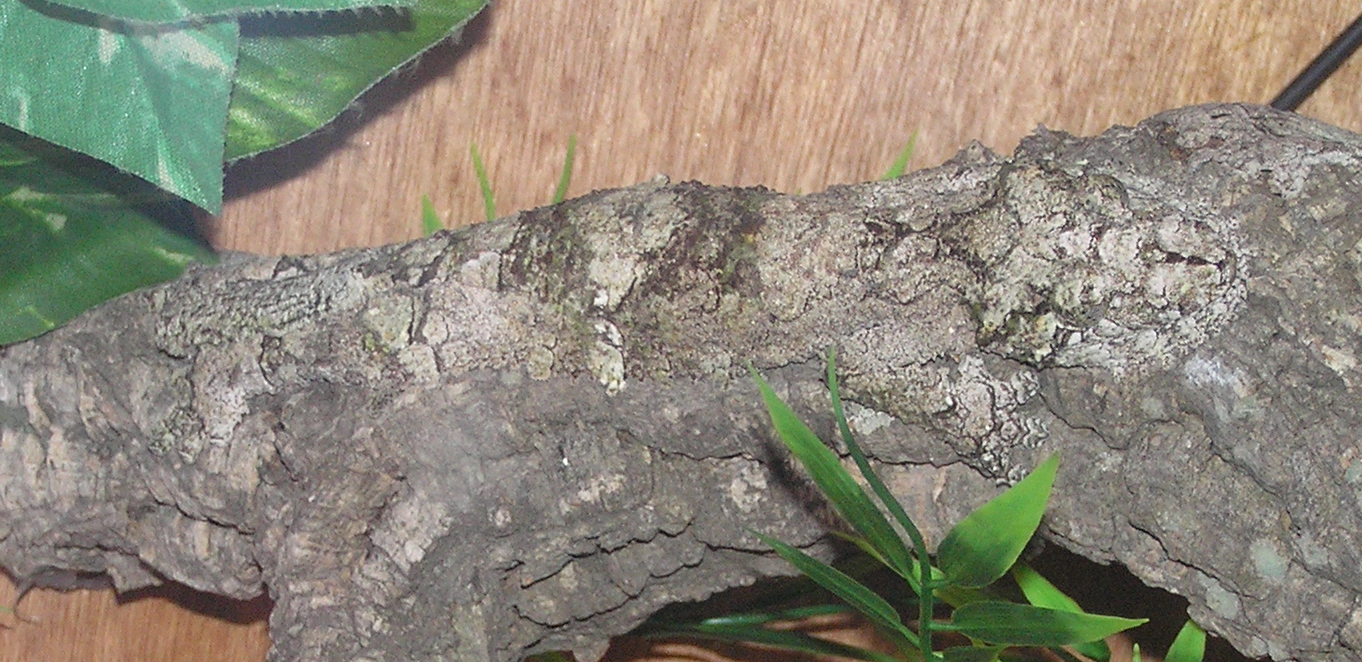
Exemple de camouflage d'un Uroplatus sikorae

Ce genre a développé un mimétisme important imitant, selon les espèces, des feuilles, des écorces ou encore du lichen.
On trouve des espèces de tailles variées, allant d'environ 7 cm à plus de 30 cm.
Il existe deux groupes d'espèces. Le premier groupe comprend les espèces ayant une apparence rugueuse, un camouflage de type lichens ou mousses et qui possédant des barbillons sur le pourtour du corps, rendant difficile la perception de leur ombre (voir photo). Le deuxième groupe comprend les espèces ayant plutôt l'aspect de feuilles mortes et poussant même la ressemblance jusqu'à avoir de petits trous sur les bords de la queue rappelant ceux d'une feuille abîmée.
La plupart des auteurs regroupent les membres de ce genre en quatre groupes :
- le groupe « fimbriatus », composé d'espèce moyennes à grandes, présentant une coloration cryptique, un corps aplati verticalement, une grosse tête allongée et un voile dermique autour du corps :
  - U. giganteus
  - U. fimbriatus
  - U. henkeli
  - U. sikorae
  - U. sameiti
- le groupe « lineatus » ne comprenant qu'une espèce de grande taille, d'aspect très fin et allongé au corps de section quasi circulaire :
  - U. lineatus
- le groupe « ebenaui », composé d'espèces de petite taille, au museau assez arrondi, au corps aplati latéralement et présentant des motifs rappelant souvent des feuilles :
  - U. ebenaui
  - U. fiera
  - U. malama
  - U. finiavana
  - U. phantasticus
- le groupe « alluaudi », composé d'espèces de petite taille, avec une queue et des motifs plus proches du groupe fimbriatus :
  - U. alluaudi
  - U. guentheri
  - U. malahelo

## Répartition
Les quinze espèces de ce genre sont endémiques de Madagascar et de ses îles.

## Habitat
Les espèces de ce genre sont issues des forêts tropicales humides de Madagascar qui — contrairement à d'autres forêts tropicales — ont des températures relativement modérées. L'hygrométrie y est en revanche élevée, de 70 à 80 %. La distribution précise de chaque espèce peut toutefois varier avec les conditions climatiques ainsi que le type de forêt.
Selon les régions de l'île, les Uroplatus vivent dans des zones ayant des climats relativement différents :
- l'est de l'île : humidité élevée − liée aux vents de mer − avec de fortes précipitations (plus de 4 m de pluies par an).
- le centre de l'île : climat relativement sec et frais l'hiver (min. 8 °C), chaud et humide l'été. C'est une zone montagneuse atteignant 1 500 m d'altitude.
- l'ouest de l'île : températures élevées toute l'année, avec un été relativement sec et un hiver avec de très fortes précipitations.
- le sud de l'île : zone relativement aride, avec des températures élevées toute l'année et des précipitations faibles (moins de 8 cm par an).

Bien que la forêt primaire occupait la majorité de l'île, à l'exception de l'extrême sud, certains auteurs estiment que 90 % de la forêt originale a aujourd'hui disparu à cause de l'homme, morcelant ainsi l'habitat et conduisant certaines espèces à se différencier.

## Mode de vie
Tous ces geckos sont nocturnes, arboricoles et insectivores. Étant endémiques, leur survie dépend étroitement du maintien de leur biotope d'origine, actuellement menacé par la déforestation.

### Mœurs
Ils sont nocturnes stricts et passent toute la journée à dormir. La plupart des espèces dorment plaquées sur un support (des troncs principalement), la tête en bas, sur lesquels ils sont en général très difficile à repérer. Certaines espèces comme U. phantasticus se positionnent au milieu des feuilles dans des buissons et retournent leur queue (en forme de feuille) au-dessus d'eux.

### Alimentation
Ce sont des carnivores qui se nourrissent principalement d'insectes et de larves, bien que certaines espèces puissent consommer des fruits (nectars) et que les plus grandes mangent parfois de petits mammifères, oiseaux ou reptiles (parfois même des jeunes de leur propre espèce). La consommation d'escargots a été rapportée chez plusieurs espèces, souvent par des femelles gravides, probablement pour leur apport en calcium, nécessaire à la conception des œufs.
Ils chassent à l’affût, se positionnant sur des branches et attendant le passage de proies. Ils se jettent alors sur elles pour les attraper (se blessant parfois au niveau du museau). Ils peuvent également bondir très rapidement pour attraper une proie sur une branche ou pour échapper à un prédateur.
Ils s'hydratent en consommant les gouttes d'eau sur qui se déposent sur les feuilles lorsque l'humidité augmente en début de nuit.

### Reproduction
Ce sont des ovipares. La reproduction débute à la fin de l'hiver. L'accouplement est − contrairement à beaucoup de reptiles − effectué sans que le mâle ne morde la nuque de sa partenaire pour la maintenir. Après la gestation la femelle va pondre, selon les espèces, de deux à six séries de deux œufs à quelques semaines d'intervalle. Les œufs sont la plupart du temps enterrés à faible profondeur ou sous des feuilles couvrant le sol, mais peuvent aussi être déposés dans le creux de feuilles de certaines plantes. Il semblerait que les œufs collés à des troncs ou à d'autres supports ne soient jamais fertiles[réf. nécessaire].
Les œufs incubent de 8 à 13 semaines selon les espèces et les températures. Les petits vivent quelques jours sur leurs réserves puis deviennent des chasseurs actifs. Leur régime alimentaire est le même que celui des adultes, mais les proies sont plus petites. À l'issue de leur première année de vie, ils atteignent la maturité sexuelle et une taille quasiment adulte.

## Biologie
Ce sont des poïkilothermes, comme tous les reptiles, leur température corporelle dépendant donc de leur environnement. Afin de se maintenir à leurs températures préférentielles permettant à leur corps de fonctionner correctement (système digestif mais également système immunitaire), ils adoptent des stratégies de régulation consistant principalement à trouver un emplacement adéquat et en des changements de couleur leur permettant de réguler l’absorption de chaleur.

La plupart des espèces d'Uroplatus supportent mal les fortes températures et souffrent, voire décèdent, lorsque la température dépasse les 30 °C.
Comme beaucoup de lézards, ils sont capables d'autotomie − la perte volontaire de la queue − lorsqu'ils se sentent en danger, cela permettant de distraire un prédateur et de s'enfuir. Ils perdent alors l'intégralité de leur queue (d'autres lézards peuvent n'en perdre qu'un morceau), et la repousse de celle-ci est longue et généralement partielle.
Ils présentent des sacs endolymphatiques sous le cou, qui servent (principalement chez les femelles) à stocker le calcium, notamment nécessaire à la gestation.
Leur peau est couverte d'écailles de tailles et de formes globalement homogènes et ne se recouvrant pas. Certaines espèces présentent un voile dermique tout le tour du corps (U. fimbriatus, U. henkeli, U. sikorae, U. sameiti, U. giganteus) masquant leurs contours lorsqu'ils se reposent contre un tronc d'arbre. La plupart possèdent également de petites écailles en forme d'épines le long de la colonne vertébrale, et certaines espèces en possèdent également au-dessus des yeux (U. phantasticus) ou à l'arrière de la tête). La coloration est en général une variation de beige à brun mais comprend également selon les individus du blanc, du rouge, de l'orange, du noir ou du vert. Selon les espèces, la coloration peut rappeler l'écorce, le lichen (en général les grandes espèces) ou les feuilles d'arbres.
Les yeux sont grands à très grands par rapport à la tête. Ils présentent une pupille fendue verticalement liée à leur mode de vie nocturne. L'iris peut avoir une coloration très variée, allant du blanc au rouge, généralement avec de nombreuses stries.
Le système reproducteur des mâles est formé de deux hémipénis dont on distingue clairement la forme à la base de la queue, sur la face ventrale.

## Liste des espèces
Selon The Reptile Database (9 mars 2023) :
- Uroplatus alluaudi Mocquard, 1894
- Uroplatus ebenaui (Boettger, 1879)
- Uroplatus fangorn Ratsoavina, Glaw, Raselimanana, Rakotoarison, Vieites, Hawlitschek, Vences & Scherz, 2020
- Uroplatus fetsy Ratsoavina, Scherz, Tolley, Raselimanana, Glaw & Vences, 2019
- Uroplatus fiera Ratsoavina, Ranjanaharisoa, Glaw, Raselimanana, Miralles & Vences, 2015
- Uroplatus fimbriatus (Schneider, 1797)
- Uroplatus finaritra Ratsoavina, Raselimanana, Scherz, Rakotoarison, Razafindraibe, Glaw & Vences, 2019
- Uroplatus finiavana Ratsoavina, Louis, Crottini, Randrianiaina, Glaw & Vences, 2011
- Uroplatus fivehy Ratsoavina, Glaw, Raselimanana, Rakotoarison, Vieites, Hawlitschek, Vences & Scherz, 2020
- Uroplatus fotsivava Ratsoavina, Gehring, Scherz, Vieites, Glaw & Vences, 2017
- Uroplatus giganteus Glaw, Kosuch, Henkel, Sound & Böhme, 2006
- Uroplatus guentheri Mocquard, 1908
- Uroplatus henkeli Böhme & Ibisch, 1990
- Uroplatus kelirambo Ratsoavina, Gehring, Scherz, Vieites, Glaw & Vences, 2017
- Uroplatus lineatus (Duméril & Bibron, 1836)
- Uroplatus malahelo Nussbaum & Raxworthy, 1994
- Uroplatus malama Nussbaum & Raxworthy, 1995
- Uroplatus phantasticus (Boulenger, 1888)
- Uroplatus pietschmanni Böhle & Schönecker, 2004
- Uroplatus sameiti Böhme & Ibisch, 1990
- Uroplatus sikorae Boettger, 1913

## Taxinomie
L'espèce Uroplatus fimbriatus est l'espèce type de ce genre (sous le nom de Stellio fimbriatus Schneider, 1797).
La classification des Uroplatus est aujourd'hui relativement stable, même si de nouvelles espèces sont encore parfois décrites. Son statut précis n'a toutefois pas toujours été clair.

### Historique de la classification
La première mention probable écrite d'un Uroplatus remonte à 1658, faite par un pionnier français (E. de Flacourt). Par la suite plusieurs descriptions associées au genre Uroplatus ont eu lieu (Feuillée 1714, Seba 1735) mais ne peuvent cependant pas se rapporter à ces animaux tels que classifiés aujourd'hui, étant localisées respectivement au Chili et en Égypte.
La première description se rapportant effectivement à une des espèces reconnues actuellement est Stellio fimbriatus Schneider, 1797. Le nom Uroplates a tout d'abord été appliqué à U. lineatus (Gray, 1845) puis le nom actuellement valide Uroplatus a été établi pour U. alluaudi par Mocquard, 1894.
Certaines caractéristiques particulières ont amené le classement de Uroplatus comme une famille au même titre que les Gekkonidae ou les Eublepharidae (Boulenger, 1885). D'autres auteurs ont ensuite trouvé des caractéristiques communes avec les caméléons, les conduisant à proposer d'inclure les Uroplatus dans la famille des Chamaeleonidae (Fürbringer, 1900). Par la suite Uroplatus devint une sous-famille des Gekkonidae (Angel, 1929) avant de reprendre un statut de genre (Smith, 1933, Wellborn, 1933).
Malgré tout certains auteurs considèrent que le statut des Uroplatus n'est pas si « classique » que ça[pas clair], en particulier parce qu'ils présentent des structures très spécifiques au niveau des hémipénis, structures partagées par certains caméléons (Böhme, 1988).

### Suspicion de nouvelles espèces
Plusieurs des espèces actuelles d'Uroplatus ont été considérées par certains scientifiques comme un complexe d'espèces non décrites.
Ce fut le cas jusqu'en 2006 pour Uroplatus fimbriatus, dont un groupe est maintenant reconnu comme une espèce à part (Uroplatus giganteus). C'est également le cas d'Uroplatus sikorae, dont il existe une forme géante dans la zone de Montagne d'Ambre que certains considèrent comme une espèce à part, bien qu'aucune analyse génétique n'aie encore été effectuée, ou encore de Uroplatus sameiti, considérée comme une sous-espèce pendant longtemps. On trouve le même phénomène chez Uroplatus henkeli, qui possède également une variante géante proche de la taille des U. fimbriatus, et qui se distingue de ces derniers par une coloration du corps et des yeux très différente. On trouve enfin des Uroplatus ebenaui avec une longue queue, des "giant phantasticus" toujours dans la région Montagne d'Ambre, forme qui est peut-être une espèce distincte ou une sous-espèce. Pour le moment celles-ci sont mentionnées en tant qu' « Uroplatus cf ».

## Étymologie
Leur nom (Uroplatus) vient de la forme aplatie (platus) de leur queue (uro).

## Publication originale
- Duméril, 1806 : Zoologie analytique, ou méthode naturelle de classification des animaux, rendue plus facile à l'aide de tableaux synoptiques. Paris, Allais, p. 1-344 (texte intégral).